# Amber Gersjes
Amber Gersjes (Tilburg, 23 juni 1997) is een Nederlands judoka die uitkomt in de klasse tot 48 kilogram. Ze werd meermaals jeugdkampioen en behaalde een bronzen medaille op de IJF toernooien van Zagreb en Linz.

## Biografie
Amber Gersjes wist op het EK 2017 in Zagreb een gouden medaille te behalen. Hetzelfde jaar won ze ook goud op het EK -21 in Maribor. Een jaar later greep ze naast een medaille op de Grand Prix van Tashkent. In 2022 had Gersjes ook succes op het NK 2022.

## Resultaten
Europese Kadetten kampioenenschappen 2012
 Europese Kadetten kampioenschappen 2013
 Europees junioren kampioenschap judo 2015 in Oberwart –48 kg
 Europees junioren kampioenschap judo 2017 in Maribor –48 kg
 Wereldkampioenschappen junioren judo 2017 in Zagreb –48 kg
 Summer Universiade 2021–48 kg
 IJF Grand Prix 2021 in Zagreb –48 kg
 IJF Grand Prix 2024 in Linz –48 kg